# CAIDI
CAIDI, Customer Average Interruption Duration Index. CAIDI är ett tillförlitlighetsindex som används för elkraftsystem. Indexet kan både användas för att beräkna historiska händelser eller för att simulera framtida scenarier (exempelvis jämföra olika investeringsalternativ). CAIDI är genomsnittlig avbrottstid per kundavbrott och är lika med SAIDI/SAIFI. Enheten är vanligtvis minuter eller timmar. Ett annat mått på avbrottstid är MDT.
{\displaystyle {\mbox{CAIDI}}={\frac {\mbox{Summan av all kundavbrottstid}}{\mbox{Totalt antal kundavbrott}}}={\frac {\mbox{SAIDI}}{\mbox{SAIFI}}}}